# Анх

Анх

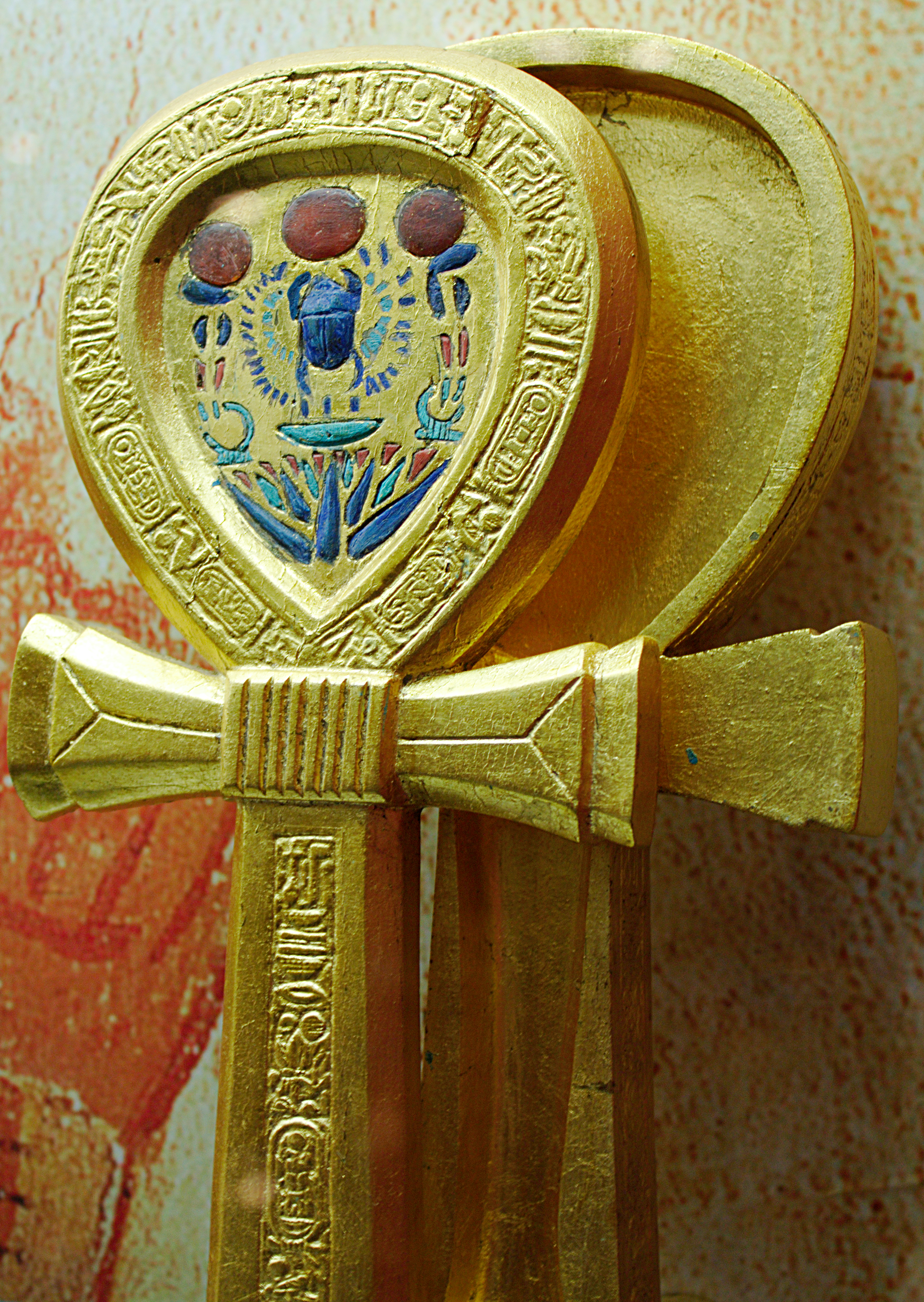
Футляр для зеркала в форме анха из гробницы Тутанхамона (KV62)

Анх (егип. ˁnḫ, копт. ⲁⲛⲭ), коптский крест — символ, ведущий своё происхождение из Древнего Египта. Известен как египетский иероглиф ☥, а также как один из наиболее значимых символов древних египтян. Известен также как «ключ жизни», «ключ Нила», «бант жизни», «узел жизни», «крест с петлёй», «египетский крест», «крукс ансата» (лат. crux ansata).
Представляет собой крест, увенчанный сверху кольцом. В Юникоде анх обозначается как U+2625 ☥ ankh и U+132F9 𓋹 egyptian hieroglyph s034 (в блоке египетского иероглифического письма).
Из-за своей схожести с христианским крестом вошёл в коптскую символику. Анх клали в гробницу фараонам, чтобы после смерти их души смогли продолжать жизнь в Дуате.

## Произношение
- ꜥнх (егип. ˁnḫ) — произношение на египетском языке; известно, что первый звук — какой-то (нейотированный) гласный звук (а/э/о/у/и/ы).
- анх — классическое произношение, с условным чтением первого гласного (поскольку точное произношение гласных в египетском письме не указывалось)[2][3][4][5].
- онх — так произносится слово со значением «жизнь» в коптском языке[6][7][8].
- анкх — транслитерация (передача написания) английской записи ankh, где kh — согласный, обозначающий звук х, в отличие от звука h.

## Значение
Значения анха как знака расплывчаты и спорны, однако обычно считается, что он символизировал жизнь, бессмертие, вечность, мудрость, являлся защитным знаком. Анх указывает на божественное и вечную жизнь, поэтому нередко на древнеегипетских изображениях боги подносят фараонам к носу анх (словно дыхание жизни). В качестве знака неиссякаемой жизненной силы знак анх наносился на стены храмов, памятники и окружающие предметы; часто его можно видеть на фризах, утвари и даже вокруг подножия, откуда, возможно, среди прочего он перешёл на ремни сандалий.

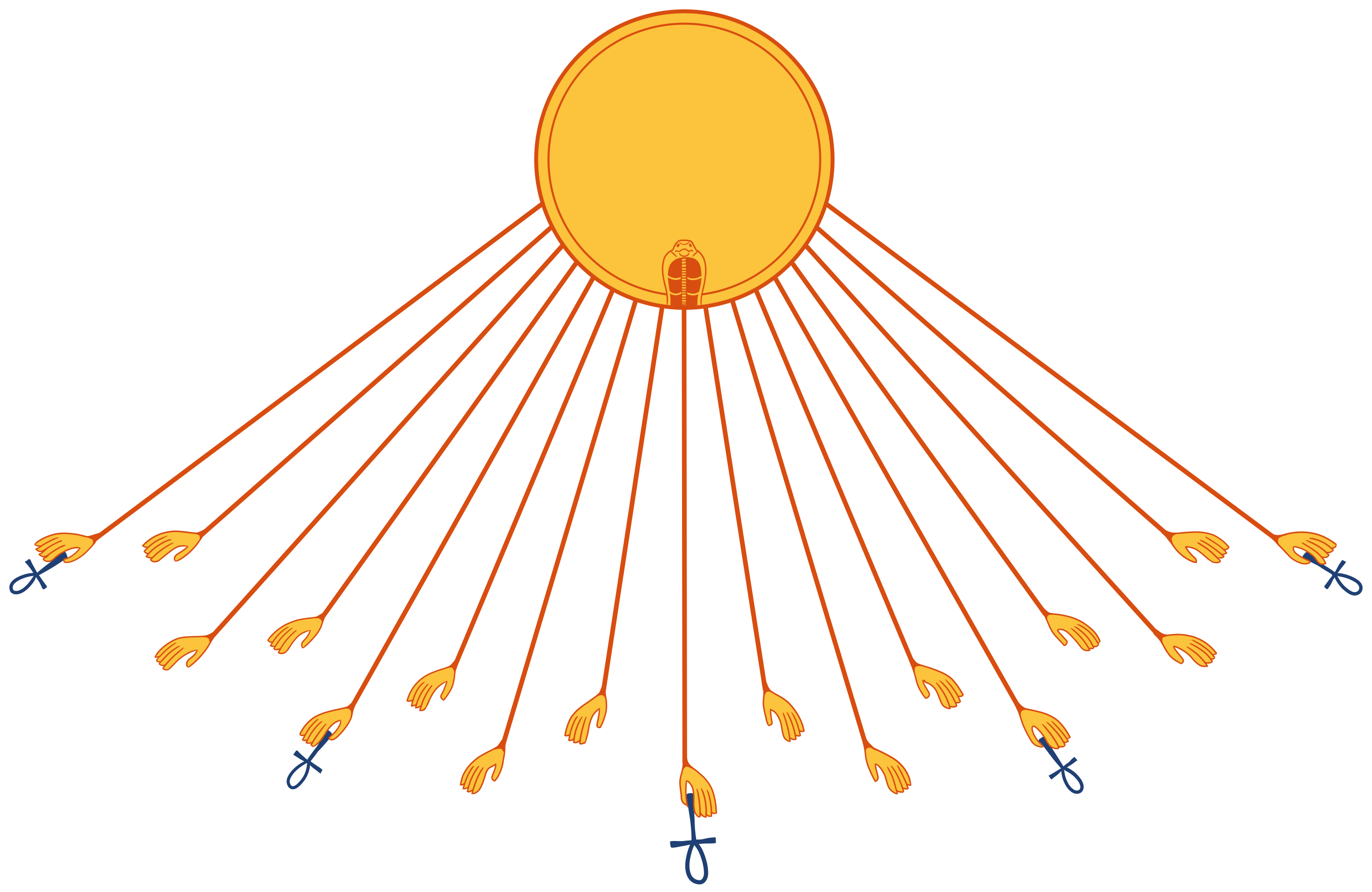
Бог Атон с многочисленными руками, в которых находится анх (современная стилизация)

Солнечный диск Атона, главное божество в правление фараона Эхнатона (XVIII династия), изображали в виде солнечного диска с простирающимися от него лучами, которые заканчивались кистями рук, иногда протягивающими символ жизни анх.
Значение этого знака и его формы давно вызывает споры среди египтологов и других исследователей. Это даёт почву для возникновения множества теорий. В настоящее время существует также большое количество паранаучных, вольных и необоснованных исследованиями трактовок.

## Анх сегодня
- С 1980-х годов по сегодняшний день является частью символики субкультуры готов[13].
- Используется в качестве магического (или другого сверхъестественного) знака в различных паранаучных и магических культах и подходах[14].
- В эзотерической литературе Нью Эйдж представлены анх-модели системы чакр[15].

## Галерея

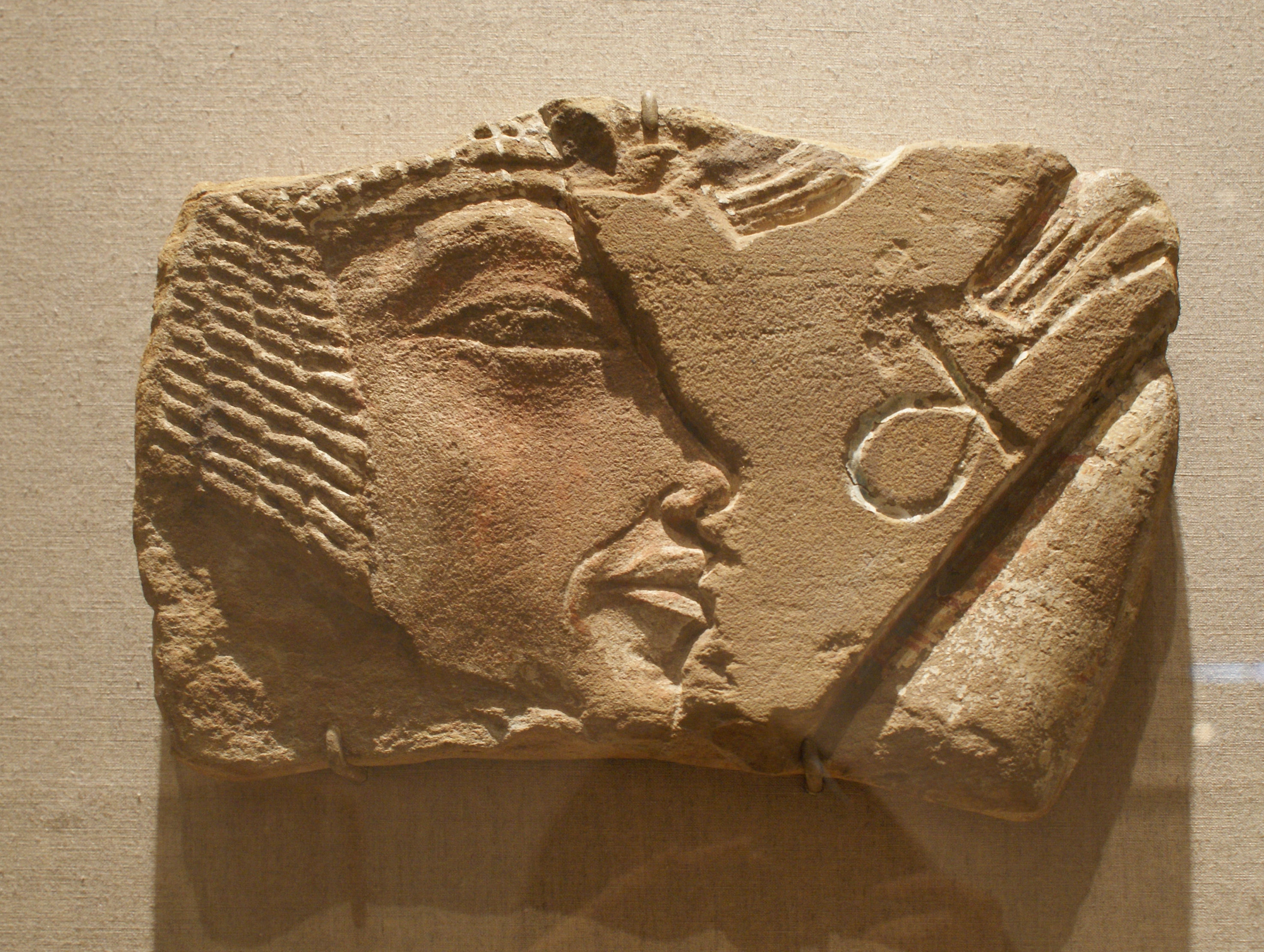
Талатат с изображением Нефертити (XVIII династия) и протянутым ей анхом
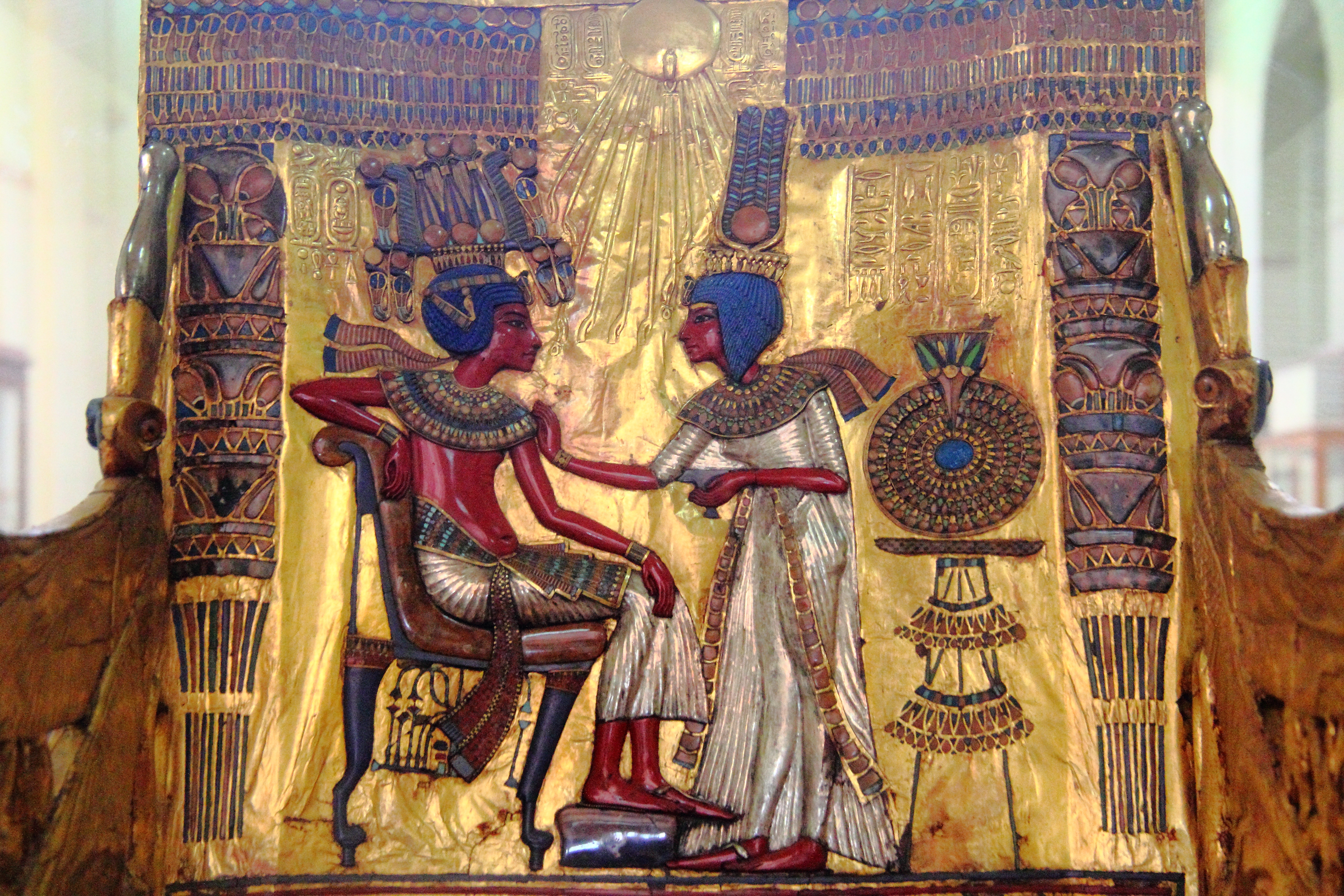
Атон простирает над Тутанхамоном и Анхесенамон лучи-ладони с анхом. Кресло из гробницы KV62, экспонат Каирского музея
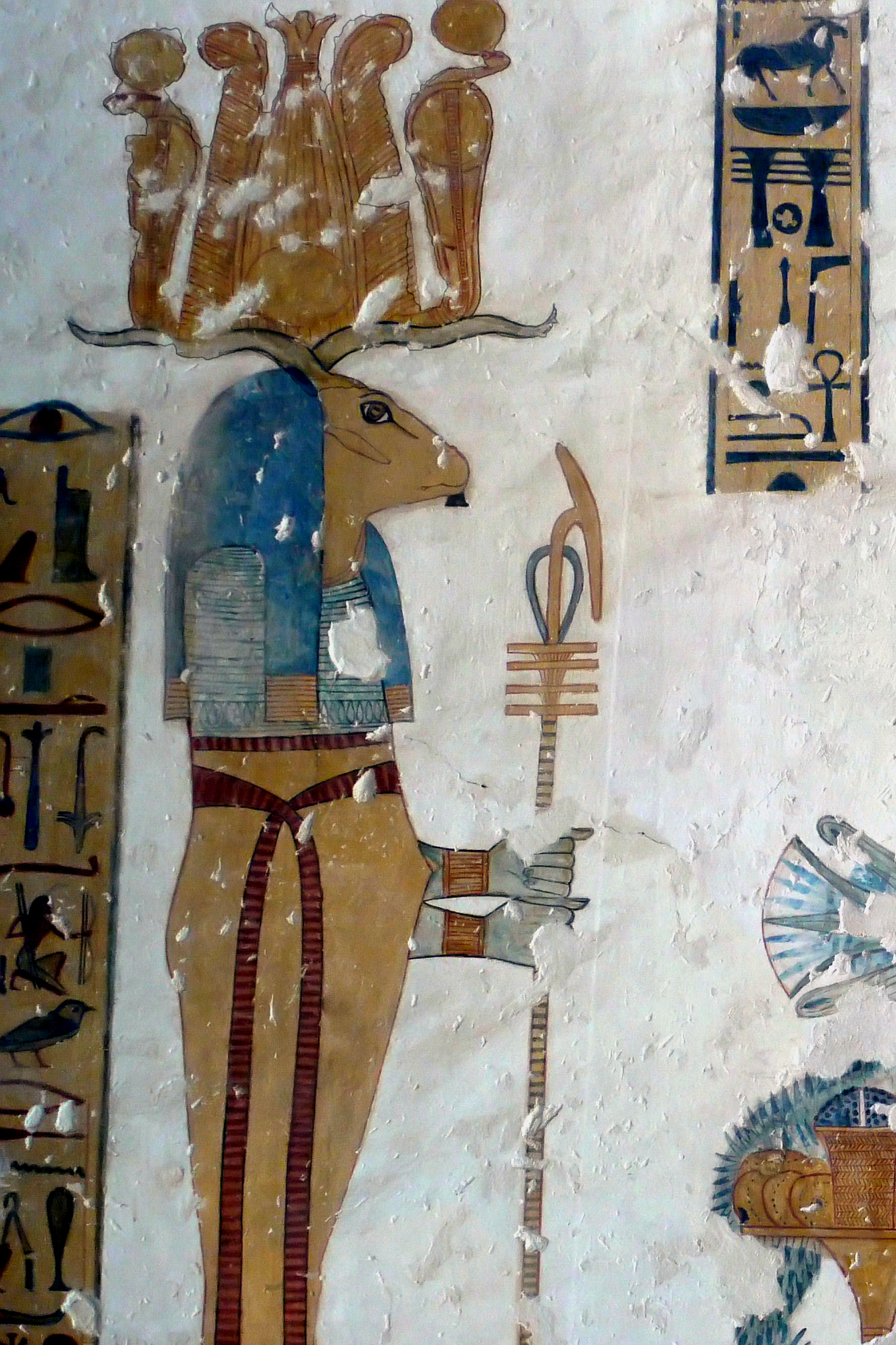
Бог Банебджедет со скипетром сочетает уас и джед с анхом
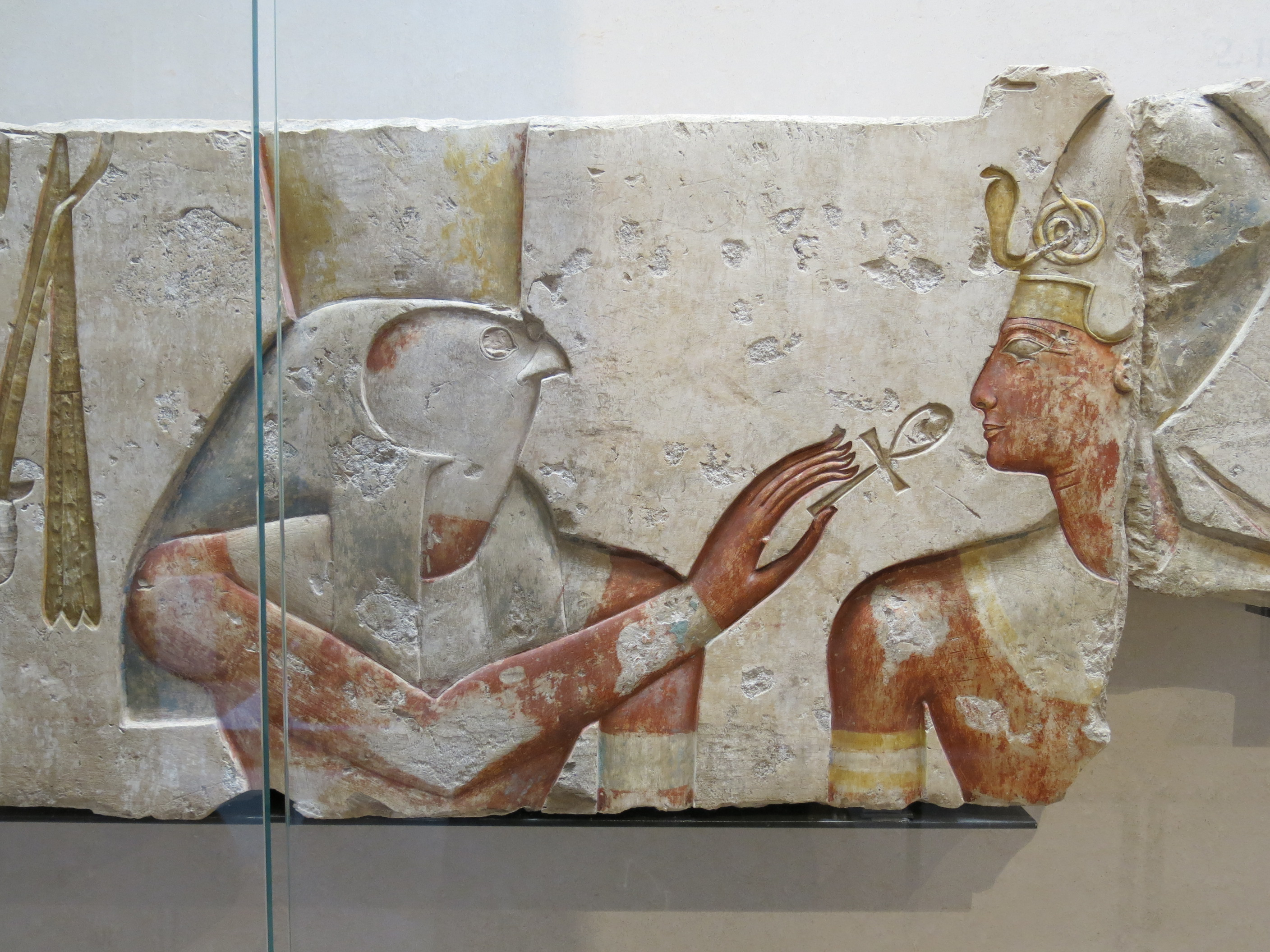
Гор подносит анх Рамсесу II, XIX династия
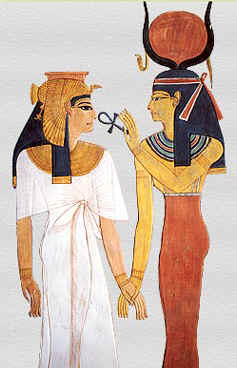
Хатхор вручает анх царице Нефертари Меренмут. Сцена из её гробницы QV66, XIII век (XIX династия)
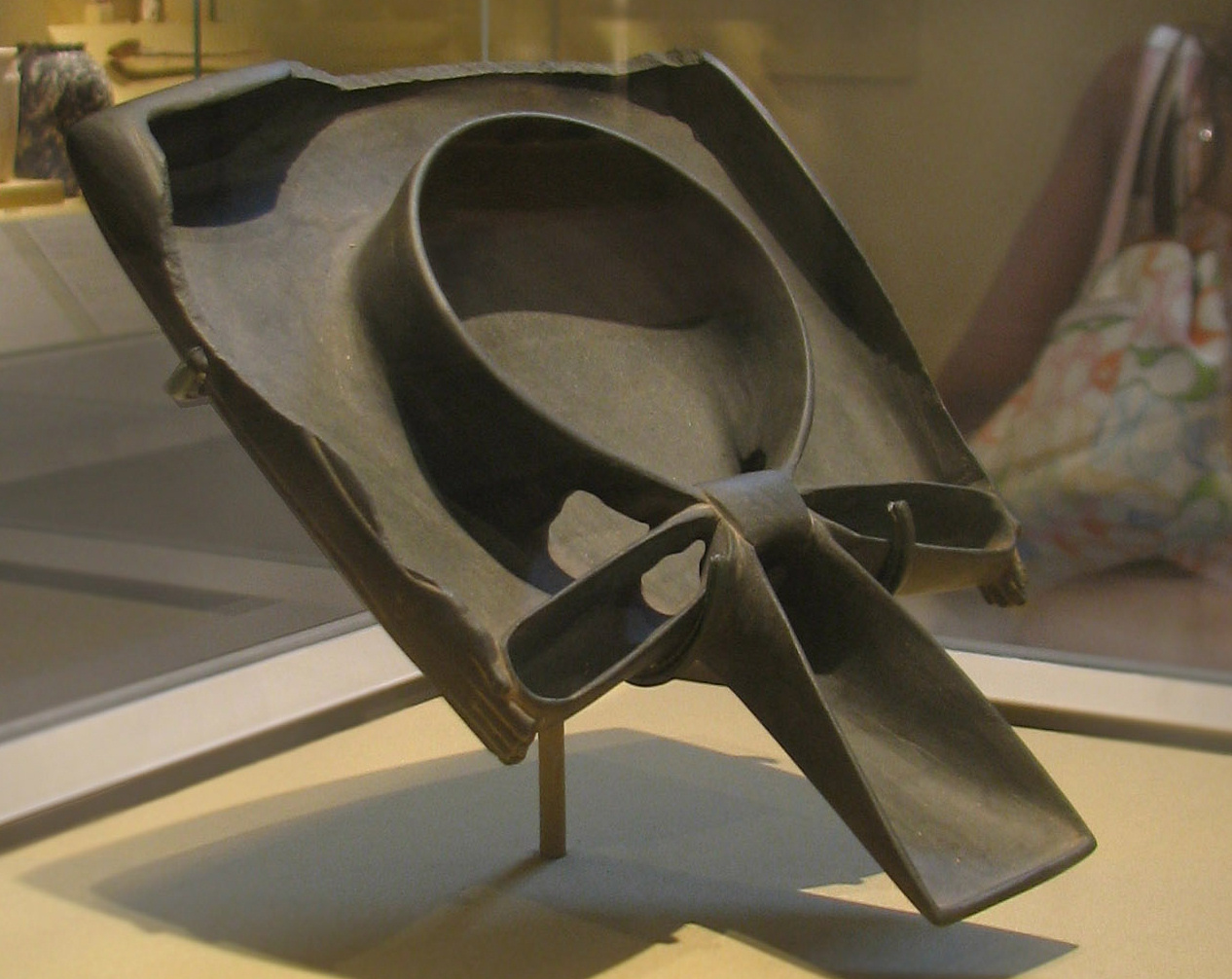
Каменное блюдо Первой династии в форме анха, обнимаемое парой рук, представляющих ка
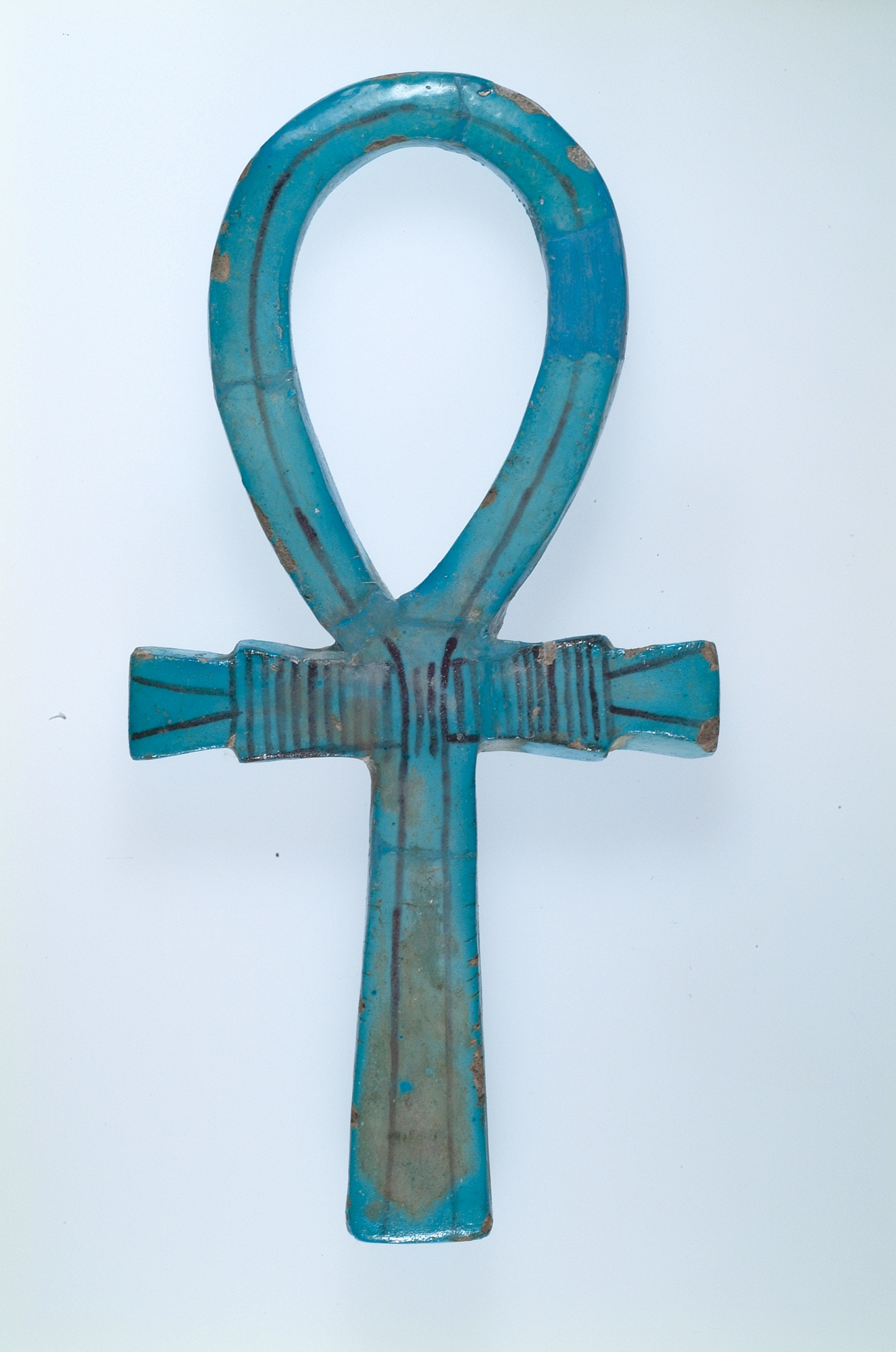
Анх, сделанный из египетского фаянса
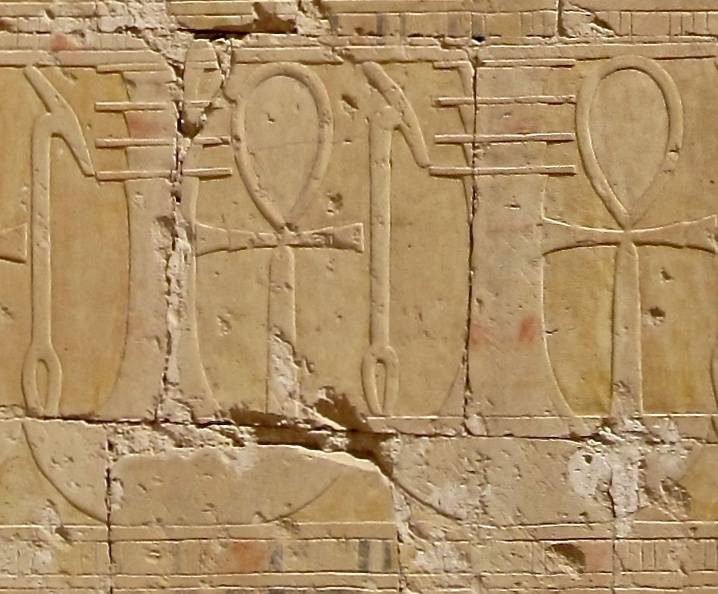
Фриз анха, знаков джед и уас наверху иероглифа «все»
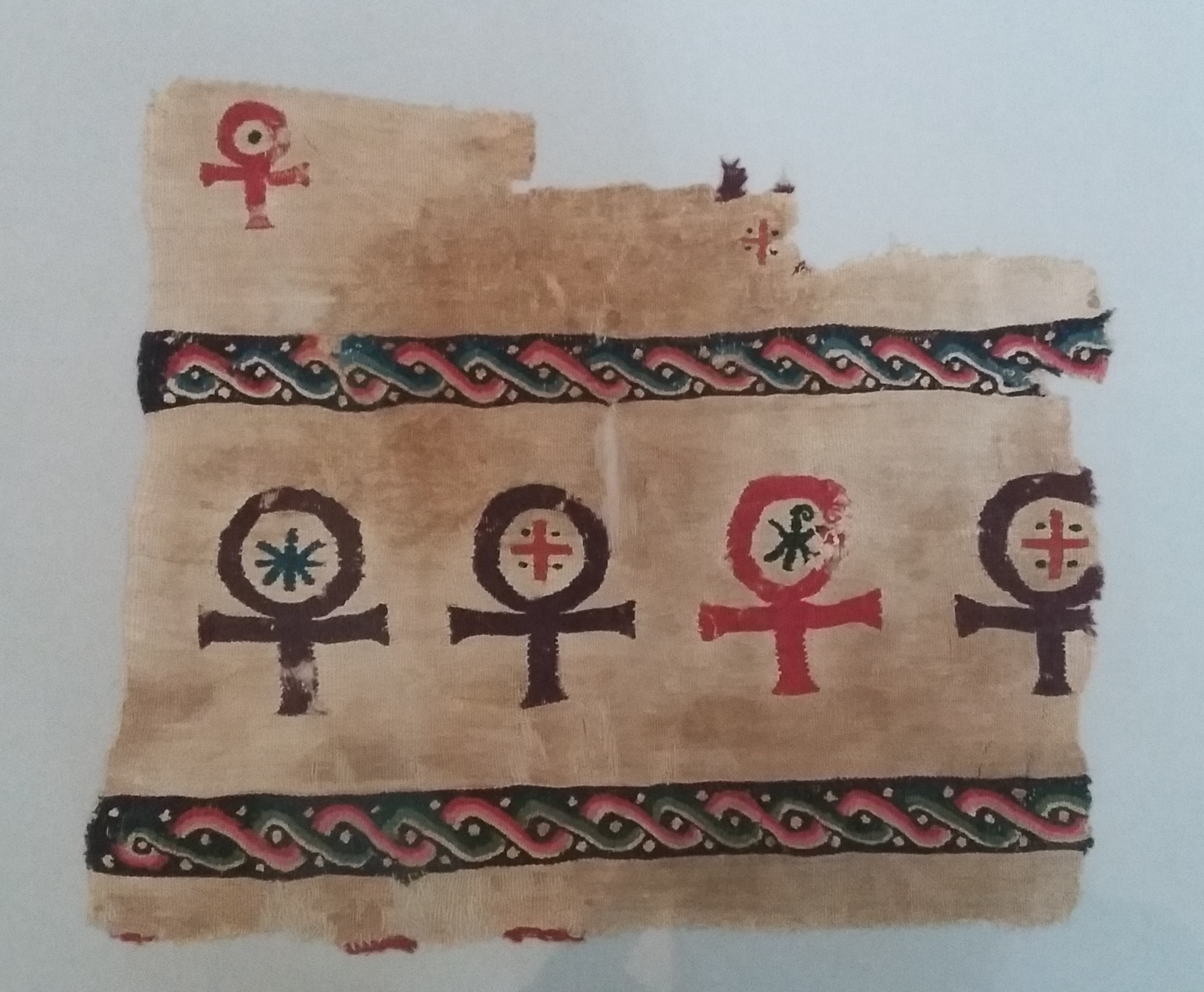
Знаки crux ansata на куске ткани, IV—V века
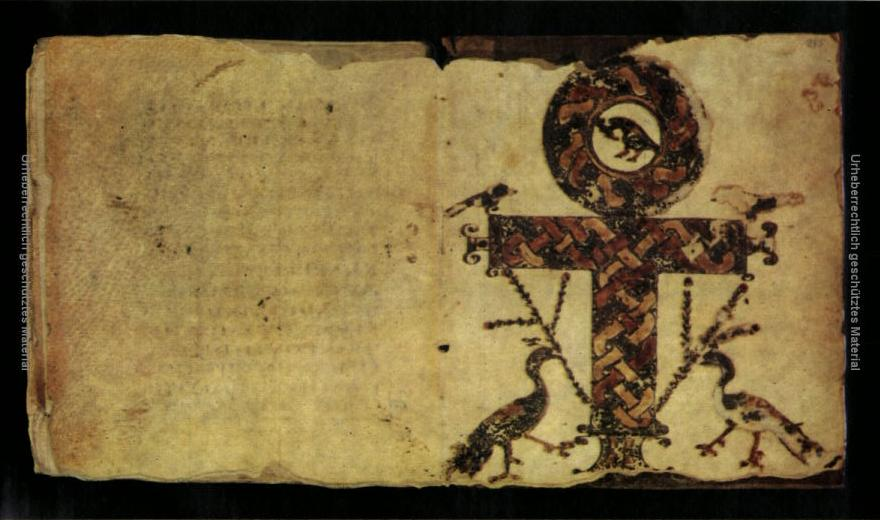
Crux ansata в коптском манускрипте из Кодекса Глазье[англ.], IV—V века
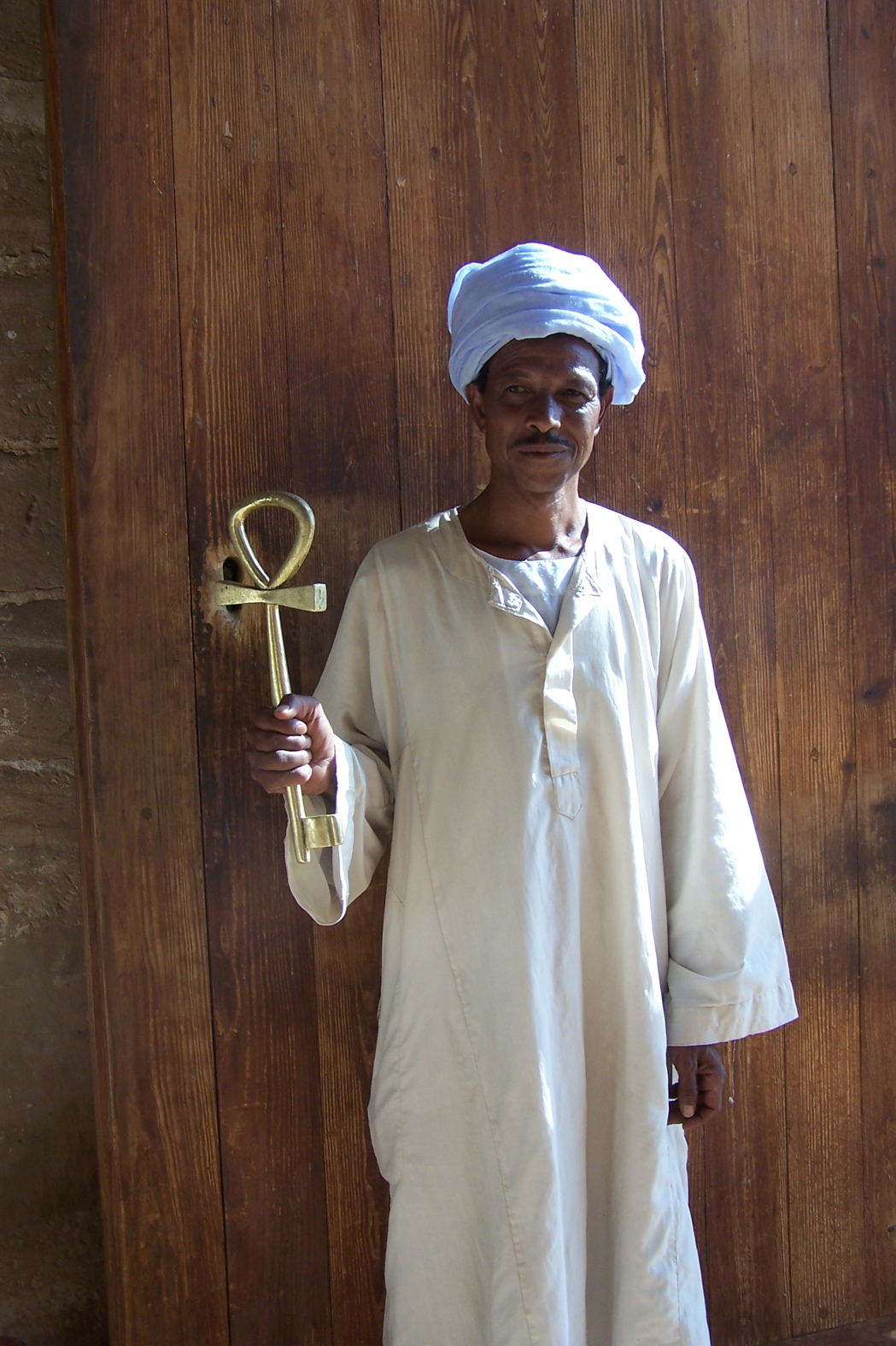
Современный египтянин держит ключ в виде анха